# Wanda Bibrowicz

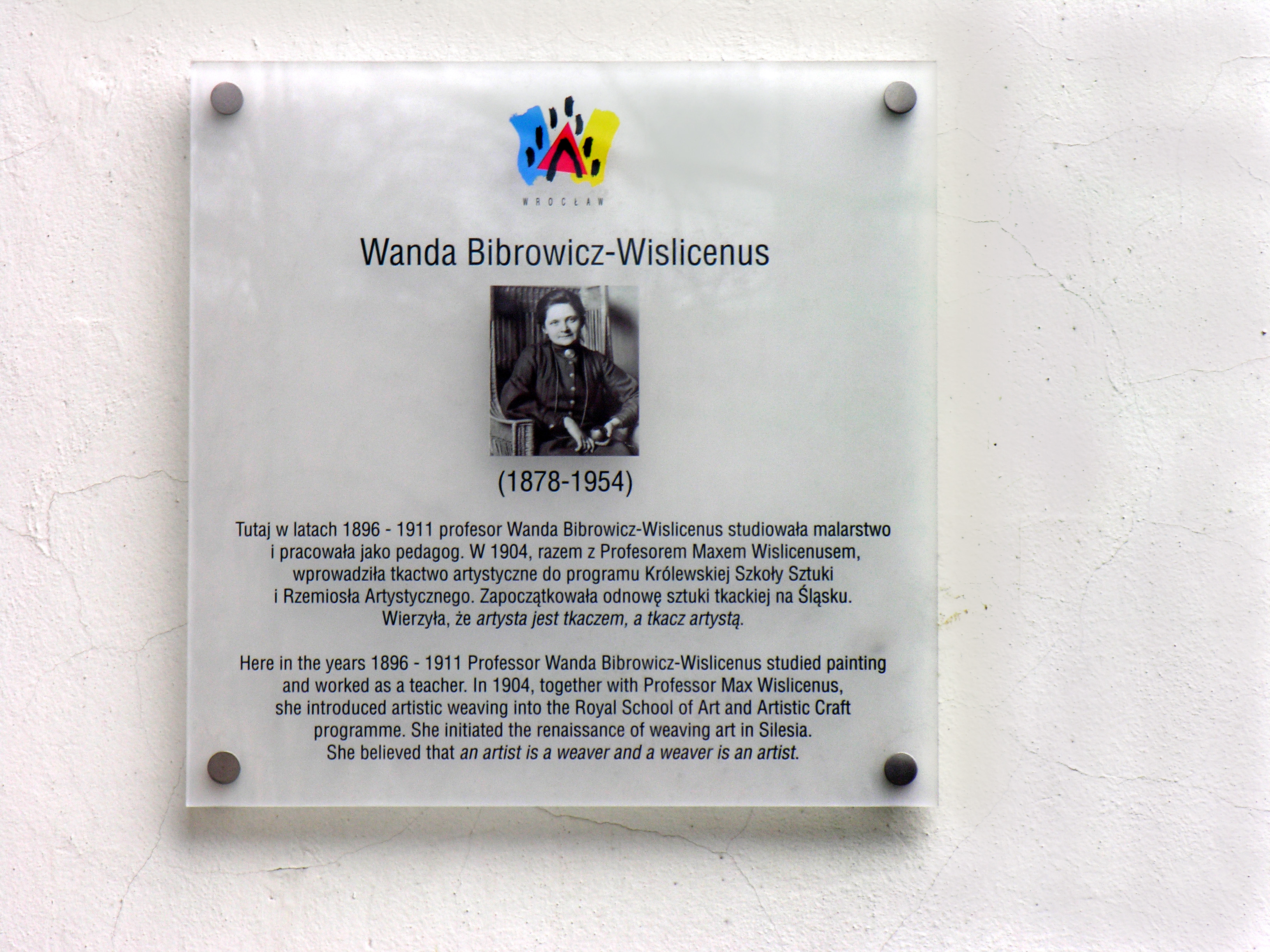
Tablica ku czci Wandy Bibrowicz we Wrocławiu

Wanda Bibrowicz, pełne nazwisko Wanda Franciszka Bibrowicz-Wislicenus (ur. 3 czerwca 1878 w Grodzisku Wielkopolskim, zm. 3 lipca 1954 w Pillnitz) – polska artystka specjalizująca się w tkactwie, głównie w projektowaniu i wykonywaniu gobelinów.

## Pochodzenie i młode lata
Pochodziła z polskiej rodziny osiadłej w Grodzisku Wielkopolskim. Jej ojciec, Stanisław, był posiadaczem ziemskim oraz właścicielem browaru, matka Maria pochodziła ze szlacheckiego rodu Tadrzyńskich. Po ukończeniu grodziskiego gimnazjum Wanda podjęła studia we Wrocławiu, gdzie w 1896 zdała egzamin wstępny do Królewskiej Szkoły Sztuki i Rzemiosła Artystycznego.

## Studia we Wrocławiu
Początkowo studiowała malarstwo portretowe w pracowni kierowanej przez profesora Maxa Wislicenusa. W 1898 zdobyła uprawnienia do nauczania rysunku. W 1904 zorganizowała pracownię tkaniny artystycznej, będąc wówczas asystentką Wislicenusa. Opracowała autorski program nauki w tejże pracowni.
Akademicka pracownia wykonywała projektowane przez profesorów tkaniny służące do wyposażenia reprezentacyjnych wnętrz, zamówienia ratusza w Lwówku Śląskim i Królewskiego Budynku Rządowego we Wrocławiu zrealizowała osobiście Wanda Bibrowicz, według projektu Maxa Wislicenusa. W opinii profesorów, na przykład Karla Schaefera, projekty Wandy cechowało płaszczyznowe traktowanie powierzchni poprzez odpowiednie zestawianie barwnych plam, były one nasycone kolorem i oddawały zarazem lekkość i temperament. Doceniano także zawartą w nich narrację.

## Pracownia w Szklarskiej Porębie
W 1911 pomimo odnoszonych sukcesów zrezygnowała z kariery akademickiej, by otworzyć warsztat tkacki wraz z galerią wystawienniczą w Szklarskiej Porębie. Ośrodek ten, nazywany później Śląskim Warsztatem Tkactwa Artystycznego, istniał 10 lat. Powstałe tam dzieła, takie jak „Pokój”, „Bajka”, „Boże Narodzenie”, „Św. Franciszek”, „Św. Hieronim”, „Modlące się kobiety”, uznawane są za najdonioślejsze w jej dorobku, a za dzieło jej życia uchodzi powstały w Szklarskiej Porębie cykl gobelinów do sali posiedzeń ratusza w Ratzeburgu.

## Pracownia w Pillnitz
W 1919 Wanda Bibrowicz otrzymała propozycję utworzenia szkoły rękodzieła artystycznego w Dreźnie. W październiku tegoż roku przeprowadziła się do Pillnitz i w jednym ze skrzydeł tamtejszego pałacu uruchomiła warsztaty tkackie (Werkstätten für Bildwirkerei Schloß Pillnitz). Szkoliła w nich adeptki sztuki rękodzielniczej, które wykonywały napływające zlecenia na reprezentacyjne tkaniny. W latach 20. dużo podróżowała po Europie, odwiedzając w towarzystwie Maxa Wislicenusa m.in. Francję, Włochy, Szwajcarię, Danię, a także Polskę. Podróże te miały wpływ na jej późniejsze projekty, zawierające elementy stylu art déco.
W 1931 objęła stanowisko kierownicze w Pracowni tkackiej w Państwowej Szkole Mistrzów Rzemiosła Artystycznego w Dreźnie. Okres między 1933 a 1945, gdy do władzy w Niemczech doszedł Adolf Hitler, nie sprzyjał rozwojowi sztuki, wiele ośrodków zamknięto, w tym także Królewską Akademię Sztuki we Wrocławiu, w której niegdyś studiowała. Z okresu pracy Wandy w Dreźnie pochodzi cykl tkanin nawiązujący do jej wspomnień ze Szklarskiej Poręby: „Liczyrzepa”, „Śpiewający las”, „Gazele”, „Sokoły”, „Sowy we mgle” i inne.

## Okres powojenny
W 1945 ośrodek tkacki w Pillnitz zlikwidowano. W 1948 Wanda Bibrowicz wykonała swoje prawdopodobnie ostatnie dzieło, zatytułowane „Boże Narodzenie”. W tym samym roku zmarła Else Wislicenus, żona profesora Maxa Wislicensa, a w 1949 Wanda wyszła za mąż za swojego profesora. W 1951 Wanda Bibrowicz w uznaniu zasług na polu artystycznym otrzymała od władz Niemieckiej Republiki Demokratycznej tytuł profesora wraz z dożywotnią emeryturą.
Swoje prace z okresu pillnitzkiego artystka zapisała państwu niemieckiemu. Obecnie znajdują się w zbiorach muzealnych w Pillnitz, Chemnitz, a w Polsce m.in. w Muzeum Narodowym w Warszawie i Centralnym Muzeum Włókiennictwa w Łodzi.